# In My Time of Dying
In My Time of Dying – utwór angielskiego zespołu rockowego Led Zeppelin z albumu Physical Graffiti z roku 1975.
Oparty jest na tradycyjnym utworze folkowo-bluesowym - „Jesus Make Up My Dying Bed”, nagranym przez „Blind” Williego Johnsona. Swoje wersje nagrywali również Bob Dylan („In My Time of Dyin’”), Joshua White, Martin Gore i Pride and Glory. In My Time of Dying jest najdłuższym utworem studyjnym Zeppelinów - 11:05.
Jimmy Page używał do niego strojenia w tonacji A, a także, co zdarzało się niezmiernie rzadko, grał na gitarze slide, a także na swojej czarno-białej gitarze Danelectro, na której grał również „White Summer” i „Kashmir”.
Utwór „In My Time of Dying” był grany podczas tournée Zeppelinów w latach 1975 oraz 1977, kiedy to Robert Plant zadedykował go brytyjskiemu ministrowi finansów Denisowi Healeyowi. Jedna z wersji koncertowych dostępna jest na drugiej płycie albumu „Led Zeppelin DVD” - nagranie pochodzi z Earls Court Exhibition Centre z 1975 roku.
Zespół nigdy nie opracował konkretnego sposobu zakończenia utworu, a to z powodu improwizowanej natury „In My Time of Dying”.
Page grał „In My Time of Dying” podczas trasy z zespołem The Black Crowes w 1999, a jedna z jego wersji ukazała się na albumie Live at the Greek.
Na portalu Rate Your Music określono go jako reprezentującego m.in. gatunki hard rock, blues rock, blues elektryczny, rock progresywny i rock psychodeliczny.